# Quality Magazine
Das Quality Magazine ist eine deutschsprachige Lifestyle-Zeitschrift. Sie erscheint außer in Deutschland und Österreich auch in der Schweiz und in Luxemburg.

## Inhalt
Das Magazins etablierte sich mit Themen zu Mode, Design, Kunst und Kultur. Darüber hinaus finden sich in den Ausgaben auch Themen wie Architektur und Innenarchitektur wider. Feste Bestandteile des Heftes sind zudem Musikinterviews, Food- und Beautythemen, Reisereporte und Bildstrecken mit aktueller Mode.